# Kolorisme
Kolorisme er en retning inden for maleriet hvor hovedvægten lægges på farvevirkningen snarere end på andre udtryksmidler som kontur, komposition, tegning, formgivning etc. 
Kolorisme er ikke en afgrænset periode i maleriets historie, betoningen af farverne er vendt tilbage adskillige gange, således i begyndelsen af 1980'erne med "De unge vilde" i Danmark med inspiration fra de tyske "Junge Wilde".
I 1800-tallets slutning satte især malerne fra impressionismen farven før den tegnemæssige komposition.

## Galleri
| - Den venetianske skole - Tizian: Madonna di Ca' Pesaro, 1519–1526 - Tintoretto: Origine della Via Lattea (Mælkevejens oprindelse), 1575-1580 - Canaletto: Canale Grande, Venedig, ca. 1730. |

| - Delacroix - Die Dante-Barke, 1822 - Der Tod des Sardanapal, 1827 - Rytter angribes af jaguar, 1855 |

| - Impressionister - Pierre-Auguste Renoir : Le Moulin de la Galette, 1876 - Edgar Degas: Hos modisten, 1882 - Claude Monet, Haven i Giverny, 1916 |

| - Neoimpressionister - Georges Seurat: Un dimanche après-midi à l'Île de la Grande Jatte, 1884 ("En søndag eftermiddag på øen la Grande Jatte") - Paul Signac: Portræt af Félix Fénéon, 1890, Museum of Modern Art, New York City - Henri-Edmond Cross: l'Air du soir, ca. 1893, Musée d'Orsay, Paris |

| - Fauvister - Robert Antoine Pinchon: L'escalier à Lescure, ("Trappen i Lescure") 1907 - Ernst Ludwig Kirchner: Marzella, 1909 - Kazimir Malevich: Badende, 1911. Stedelijk Museum |

| - Polske og skotske kolorister - Józef Pankiewicz: Stilleben med vandmeloner (Martwa natura z kawonami), 1920, 'polsk kolorist' - Zygmunt Waliszewski: Maler med model, 1930, polsk kolorist - Francis Cadell: The Vase of Water, 1922, skotsk kolorist |